# Земессардзе

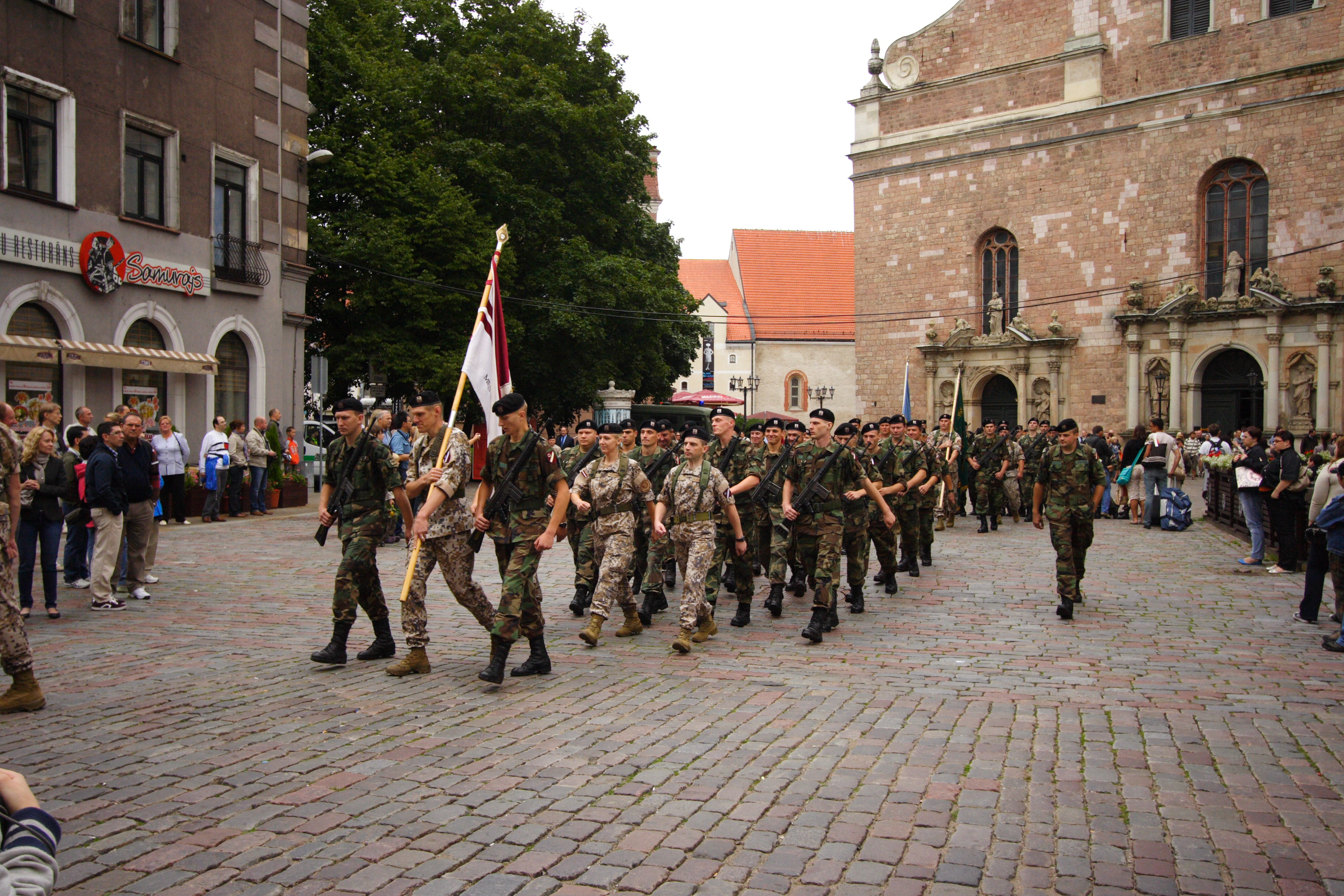
На параде в Риге в честь 20-летия Земессардзе, 2021 год

Зе́мессардзе (латыш. Zemessardze — «ополчение») — добровольческое формирование, являющееся частью Национальных вооружённых сил Латвийской Республики и выполняющее функции национальной гвардии. На начало 2019 года в составе Земессардзе имелись 4 территориальные бригады (они объединяли 21 батальон ополчения) и отдельные подразделения, общая численность которых превышала 8 тысяч человек.

## История

### Возникновение
7 декабря 1918 года Временное правительство Латвии заключает договор с Августом Виннигом, генеральным уполномоченным Германии по Прибалтике, о формировании латвийского ополчения — Земессардзе. Его предполагалось создать, соблюдая представительство всех основных народов Латвии: латышам, остзейским немцам и русским разрешалось сформировать строго определённое число подразделений. В Земессардзе в общей сложности 26 рот (18 латышских, 7 остзейских и 1 русская) и 5 артиллерийских батарей (3 латышских и 2 остзейских).
Договор предусматривал разделение Латвии на 4 военных округа, которыми командовали бы латышские и остзейские офицеры. Германия бралась обеспечить латвийское ополчение оружием, боеприпасами и экипировкой. Земессардзе должен был командовать офицер из нейтральной страны.

### После восстановления независимости
23 августа 1991 года в стране был принят закон «О Земессардзе Латвии», определивший данную структуру как добровольное военизированное общественное формирование самообороны.
По состоянию на май 1996 года, в состав Земессардзе входили штаб (в городе Риге), учебный центр (в городе Цесисе), рота охраны и пять территориальных бригад.

### Современное состояние

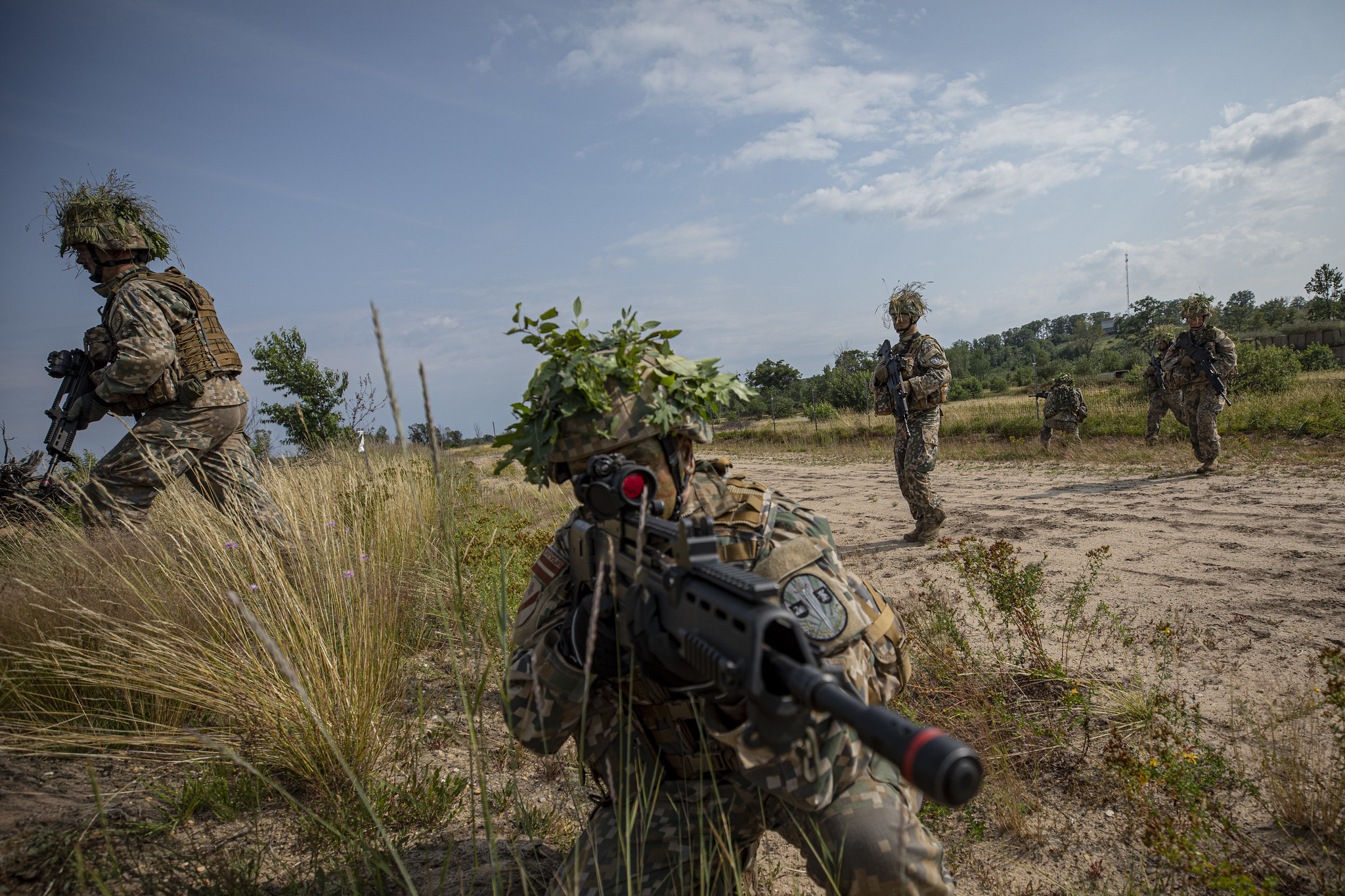
Бойцы Земессардзе из 2-й Видземской бригады во время учений

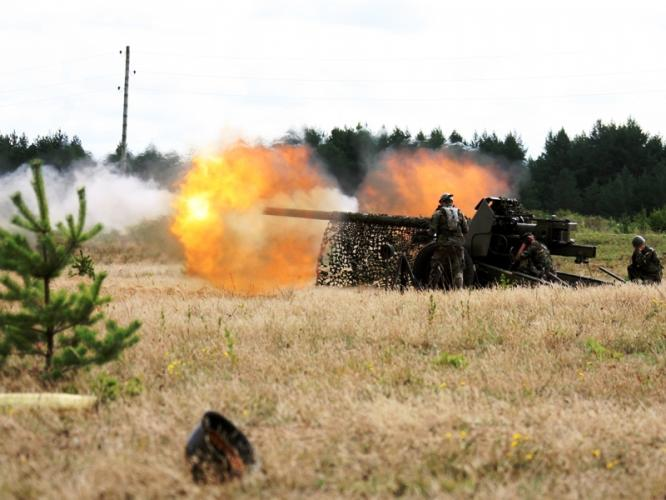
Военнослужащие 34-го батальона ведут стрельбу из гаубицы Škoda K-53

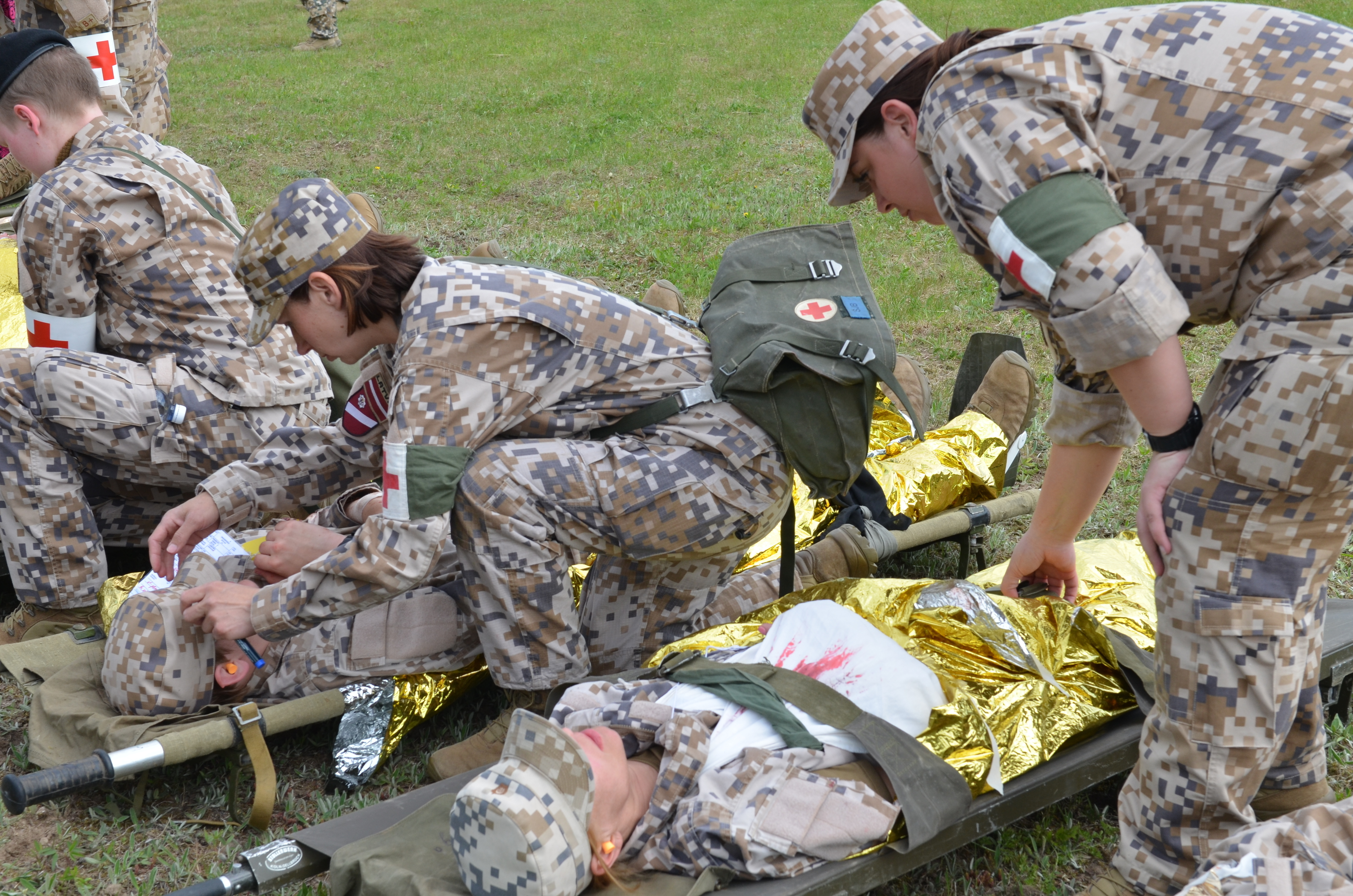
Военнослужащие Земессардзе на учениях тренируются оказывать первую медицинскую помощь

Опознавательный знак на авиационной технике Земессардзе

На начало 2019 года Земессардзе являлось крупнейшей составной частью вооружённых сил Латвии: в нём служили свыше 700 профессиональных военных и более 8 тысяч ополченцев (земессаргов), которые исполняли свои обязанности в свободное от основной работы время. По мнению бывшего командующего Национальными вооружёнными силами Латвии Раймондса Граубе, 90 % земессаргов служат «по соображениям идейной мотивации».
В задачи Земессардзе входит оборона территории страны, а также участие в ликвидации последствий различных чрезвычайных ситуаций, спасательных работах, обеспечении общественной безопасности и правопорядка.

## Боевой состав
По сайту Министерства обороны Латвии:
- Штаб Земессардзе:
  - Подразделение киберобороны
  - Подразделение поддержки особых психологических операций
  - Учебный центр Земессардзе
  - Центр науки, исследований и инноваций
  - Оркестр Земессардзе
  - Объединение ветеранов Земессардзе
- 1-я бригада Земессардзе (Рига, Рижский р-н)
  - Штаб 1-й Рижской бригады
  - 13-й пехотный батальон
  - 17-й батальон боевой поддержки
  - 19-й батальон боевого обеспечения
  - 53-й пехотный батальон
  -  Студенческий пехотный батальон[латыш.]
  - Рота по защите от оружия массового уничтожения
  - Медицинская рота
  - Инженерная рота
- 2-я бригада Земессардзе (Видземе)
  - Штаб 2-й Видземской бригады
  - 25-й пехотный батальон
  - 31-й пехотный батальон
  - 22-й батальон боевого обеспечения
  - 27-й пехотный батальон
  - 54-й батальон боевой поддержки
  - Медицинская рота
  - Инженерная рота
- 3-я бригада Земессардзе (Латгале)
  - Штаб 3-й Латгальской бригады
  - 32-й пехотный батальон
  - 34-й пехотный батальон
  - 35-й пехотный батальон
  - 36-й батальон боевой поддержки
  - 55-й пехотный батальон
  - 56-й батальон боевого обеспечения
  - Медицинская рота
  - Инженерная рота
- 4-я бригада Земессардзе (Курземе)
  - Штаб 4-й Курземской бригады
  - 44-й пехотный батальон
  - 45-й батальон боевого обеспечения
  - 46-й пехотный батальон
  - 51-й пехотный батальон
  - 52-й батальон боевой поддержки
  - Медицинская рота
  - Инженерная рота

## Снаряжение

### Оружие
| Модель                                  | Изображение | Страна                    | Тип                            | Калибр             | Примечания |
| Пистолеты                               | Пистолеты   | Пистолеты                 | Пистолеты                      | Пистолеты          | Пистолеты |
| --------------------------------------- | ----------- | ------------------------- | ------------------------------ | ------------------ | --- |
| Пистолет Glock                          |             | Австрия                   | самозарядный пистолет          | 9×19 мм Парабеллум | Вариант Glock 17 |
| SIG Sauer P210                          |             | Швейцария                 | самозарядный пистолет          | 9×19 мм Парабеллум | [ 9 ] |
| Пистолеты-пулемёты                      |             |                           |                                |                    | |
| Carl Gustaf M/45                        |             | Швеция                    | пистолет-пулемёт               | 9×19 мм Парабеллум | [ 9 ] |
| Автоматы и винтовки                     |             |                           |                                |                    | |
| Heckler & Koch G36                      |             | Германия                  | автомат                        | 5,56 × 45 мм НАТО  | Контракт на поставку подписан в феврале 2018 года; придут на замену Ak 4                                                                                               |
| Heckler & Koch G3                       |             | Швеция                    | автомат                        | 7,62 × 51 мм НАТО  | Состоит на вооружении под названием Ak 4, будет заменена образцами HK G36                                                                                              |
| M14                                     |             | США                       | Винтовка                       | 7,62 × 51 мм НАТО  | Большая часть винтовок передана Соединёнными Штатами после восстановления независимости Латвии; модифицированные варианты используются в качестве снайперских винтовок |
| SIG Sauer SSG 3000                      |             | Германия                  | снайперская винтовка           | 7,62 × 51 мм НАТО  | [ 14 ] |
| Пулемёты                                |             |                           |                                |                    | |
| РПК                                     |             | СССР                      | ручной пулемёт                 | 7,62 × 39 мм       | [ 15 ] |
| Heckler & Koch HK21                     |             | Германия                  | единый пулемёт                 | 7,62 × 51 мм НАТО  | [ 9 ] |
| Rheinmetall MG3                         |             | Германия                  | единый пулемёт                 | 7,62 × 51 мм НАТО  | [ 9 ] |
| FN MAG                                  |             | Швеция                    | единый пулемёт                 | 7,62 × 51 мм НАТО  | Вариант Kulspruta 58 B |
| M2 Browning                             |             | США                       | станковый пулемёт              | .50 BMG            | [ 14 ] |
| Противотанковые орудия                  |             |                           |                                |                    | |
| AT4                                     |             | Швеция                    | противотанковый гранатомёт     | 84 мм              | [ 15 ] |
| Carl Gustav                             |             | Швеция                    | противотанковый гранатомёт     | 84 мм              | На вооружении Земессардзе состоит вариант M2 |
| Pvpj 1110                               |             | Швеция                    | безоткатное орудие             | 90 мм              | 130 единиц (в том числе на моторизованных платформах) |
| 100 mm vz. 53                           |             | Чехословакия              | полевое орудие                 | 100 мм             | 23 единицы на хранении |
| Зенитные орудия                         |             |                           |                                |                    | |
| Bofors 40 mm                            |             | Швеция                    | зенитное автоматическое орудие | 40 мм              | 24 единицы на хранении, используются вместе с системой управления огнём CIG-790                                                                                        |
| Миномёты                                |             |                           |                                |                    | |
| 81-мм миномёт L16                       |             | Великобритания · Норвегия | миномёт                        | 81 мм              | 28 единиц на хранении |
| 120-мм полковой миномёт образца 1943 г. |             | СССР                      | миномёт                        | 120 мм             | 25 единиц на хранении (переданы в 1995 году Чехией) |

### Техника
| Модель                            | Изображение | Страна    | Тип                              | Количество | Примечания                                                                                        |
| Грузовики                         | Грузовики   | Грузовики | Грузовики                        | Грузовики  | Грузовики                                                                                         |
| --------------------------------- | ----------- | --------- | -------------------------------- | ---------- | ------------------------------------------------------------------------------------------------- |
| Scania 3                          |             | Швеция    | грузовик                         | 50         | Модель P93M, была приобретена у Норвегии в 2014—2015 годах                                        |
| Mercedes-Benz Unimog              |             | Германия  | грузовик                         |            | Модель 416                                                                                        |
| Volvo C303                        |             | Швеция    | грузовик                         |            | Модели Tgb 11, Tgb 13 и Tgb 211A                                                                  |
| Лёгкие автомобили                 |             |           |                                  |            |                                                                                                   |
| Mercedes-Benz G-Class             |             | Германия  | SUV                              |            | Модели 240GD и 290GD                                                                              |
| Volkswagen Iltis                  |             | Германия  | SUV                              |            | [ 21 ]                                                                                            |
| CUCV                              |             | США       | SUV                              |            | Модель M1008                                                                                      |
| Специальные транспортные средства |             |           |                                  |            |                                                                                                   |
| Bv 206                            |             | Швеция    | плавающий гусеничный транспортёр |            | Модели Bv 206 и PvBv 2062                                                                         |
| Husky VMMD                        |             | США       | MRAP для разминирования дорог    | 3          | Три Husky 2G переданы в 2019 году Соединёнными Штатами в распоряжение 54-го инженерного батальона |
| ПТС                               |             | СССР      | плавающий гусеничный транспортёр |            | В резерве 54-го инженерного батальона                                                             |